# Blindeninstitutsstiftung
Die Blindeninstitutsstiftung ist eine gemeinnützige Stiftung des öffentlichen Rechts mit Sitz in Würzburg und wurde im Jahr 1853 gegründet. Stiftungszweck ist die Bildung, Förderung und Betreuung blinder und sehbehinderter Menschen, wobei der Schwerpunkt auf der Unterstützung von Menschen mit Mehrfachbehinderungen liegt.
An sieben Standorten in Bayern und Thüringen unterhält die Stiftung Blindeninstitute mit Frühförderzentren, Schulen, heilpädagogischen Tagesstätten, Internaten und Ganzjahreswohnbereichen, therapeutischen Angeboten sowie Förder- und Werkstätten. Durch mobile Dienste werden blinde oder sehbehinderte Kinder und Jugendliche in Regelschulen unterstützt. Zudem bietet die Stiftung betroffenen Personen und Eltern mit ihren Beratungszentren Anlaufstellen für alle Fragen zu den Themen Sehen, Blindheit und Mehrfachbehinderung.
Der jährliche Umsatz beträgt rund 130 Mio. Euro.

## Gründung
Die Gründung geht auf die Bildung des „Vereins zur Beförderung der Kreis-Blinden-Anstalt für Unterfranken und Aschaffenburg“ durch Graf Moritz zu Bentheim-Tecklenburg-Rheda im Jahr 1853 zurück. Am 4. Dezember 1853 wurde die erste Blindenschule in Würzburg eröffnet. Der Förderverein der Blindeninstitutsstiftung besteht unter dem Namen „Blindenobsorgeverein 1853 e.V.“ (Vorsitzender: Willi Dürrnagel) fort.
1909 bezog das Blindeninstitut ein neues Schul- und Heimgebäude in der Franz-Ludwig-Straße.
In den 1970ern musste die Stiftung sich auch für Menschen mit Seh- und später auch Mehrfachbehinderungen öffnen. Was die Stiftung als "zweite Gründung" 1972/73 bezeichnet. Ab 1982 fand der Umzug an den heutigen Hauptstandort in der Ohmstraße statt.

## Einrichtungen
Einrichtungen sind: Blindeninstitut Würzburg, Blindeninstitut München, Blindeninstitut Regensburg, Blindeninstitut Rückersdorf, Blindeninstitut Thüringen (Schmalkalden und Erfurt), Blindeninstitut Aschaffenburg, Blindeninstitut Oberfranken (Kulmbach).
Seit Anfang 2018 unterhält die Blindeninstitutsstiftung in Würzburg ein Medizinisches Behandlungszentrum für erwachsene Menschen mit Behinderung (MZEB).